# Orthotmeta argillacea
Orthotmeta argillacea là một loài bướm đêm trong họ Geometridae.